# Famille de Cossé
 (juillet 2025).
Motif : Absence de sources centrées et de personnalités
- Archive Wikiwix
- Bing
- Cairn
- DuckDuckGo
- E. Universalis
- Gallica
- Google
- G. Books
- G. News
- G. Scholar
- Persée
- Qwant
- (zh) Baidu
- (ru) Yandex
- (wd) trouver des œuvres sur Wikidata

| 1. | Préciser le motif de la pose du bandeau. | Précisez le motif de la pose du bandeau en utilisant la syntaxe suivante : {{admissibilité à vérifier\|date=juillet 2025\|motif=remplacez ce texte par le motif}}                     |
| 2. | Informer les utilisateurs concernés.     | Pensez à avertir le créateur de l'article, par exemple, en insérant le code ci-dessous sur sa page de discussion : {{subst:avertissement admissibilité à vérifier\|Famille de Cossé}} |

Pour les articles homonymes, voir Cossé.

Armes des Cossé : Écu de forme antique, vairé d'azur et d'or de 4 tires, alias vairé de sable et d'or

La famille de Cossé est une famille française.

## Historique
Les documents locaux nous la font connaître du XIe siècle au XIIIe siècle.
Vivien, fils d'Hugues de Cossé, est témoin vers 1070 de la fondation du prieuré de Montreuil (près Vitré). Vivien de Cossé — est-ce le même ? — fonde le prieuré d'Origné, acte que Guy de Laval confirme en 1151 ; il était moine de l'abbaye de la Roë quand Hugues et Raoul, ses fils, y paraissent eux-mêmes comme témoins vers 1150.
Hugues, époux d'Ofrasie, eut pour fils aîné Vivien qui donna à Marmoutier la dîme de ses moulins d'Origné en 1189, qui parut dans les principaux actes de Guy V de Laval, 1196, 1199, et qui enfin céda aux Bonshommes de la forêt de Craon, du consentement d'Isabelle, sa femme, et d'Hugues, son fils aîné, un bourgeois de Cossé, nommé Jean Tardif, avec Pétronille, sa femme, et leur tenement à Cossé, 1210. Ce dernier acte portait le sceau armorié de Vivien de Cossé vairé d'or et de sable.
La génération ici indiquée est la dernière qu'on connaisse de la famille de Cossé, mentionnée dès le XIe siècle, distincte de la maison de Cossé-Brissac.

## Pour approfondir